# 丁令光
丁令光（484年—526年），谯国（今安徽省亳州市）人，梁武帝萧衍妃子，萧统、蕭綱、蕭續生母。

## 生平
丁令光出身平民，傳說丁令光出生的时候具有一种奇异的神光，满屋紫气，所以便以“光”做名字。相面的人说她“一定会大贵”。丁令光少年时和邻居家的姑娘在月光下纺织，其他姑娘都被蚊子叮得难受，而丁令光却不觉得。
丁令光十四歲時，萧衍任雍州刺史时看上这名姿色出眾的村姑，啖以重赂，丁家父母遂取消了原先与同乡魏益德讲好的婚事，送女为萧衍妾。萧衍嫡妻郗徽为潯陽公主的女兒，郗徽嫉妒心极强，御夫至严，郗徽对待丁令光蛮横无道，想方設法折磨這個年輕貌美的小妾，每天令她舂米五斛，丁令光认真工作，经常达到要求，这才得被容纳，丁令光受到的待遇虽然严厉，却越发小心恭敬的侍奉郗徽。
郗徽死后，丁令光得到萧衍宠爱，陸續生下三子萧统、蕭綱、蕭續。中兴二年（502）四月，萧衍建立梁国，八月立丁令光为贵嫔，十一月立萧统为皇太子。丁令光性格仁厚宽恕，后来居住在宫中接待驾驭，从下层起都得到她的欢心。她不喜欢华贵的装饰，所用的器物衣服没有珍贵奇丽的东西。她不曾为亲戚的事而私下请求，以生活简朴、待人踏实得到了拥护，多年实际主持后宫。普通七年（526年），丁令光去世，时年四十二岁，谥曰穆妃，她的次子简文帝萧纲即位后，又追尊她为穆太后。

## 延伸阅读
[在维基数据编辑]
 《南史·卷12》，出自李延壽《南史》